# سیارک ۱۲۳۰۱
سیارک ۱۲۳۰۱ (به انگلیسی: 12301 Eotvos، نامگذاری:1991RR12) دوازده هزار و سیصد و یکمین سیارک کشف شده‌است که در ۴ سپتامبر ۱۹۹۱ کشف شد.
قدر مطلق سیارک برابر ۱۲.۹ است.